# GNOME Boxes
El GNOME Boxes o Màquines és una aplicació de l'entorn d'escriptori de GNOME que s'utilitza per accedir als sistemes remots o virtuals. Fa ús de les tecnologies de virtualització QEMU, KVM i libvirt.
El GNOME Boxes requereix que la CPU admeti algun tipus de virtualització assistida per maquinari com, per exemple, Intel VT-x; per tant, el GNOME Boxes no funciona en microprocessadors de la gamma Intel Pentium/Celeron, ja que manquen d'aquesta característica.

## Història i funcionalitat
El GNOME Boxes inicialment va ser introduït com una beta al GNOME 3.3 (branca de desenvolupament de 3.4) a partir de desembre de 2011, i com a versió de previsualització al GNOME 3.4. Les seves funcions principals són com un gestor de màquines virtual, client d'escriptori remot (més VNC), i el navegador del sistema de fitxers remot, utilitzant les tecnologies libvirt, libvirt-glib, i libosinfo. Això permet visualitzar sistemes remots i màquines virtuals en altres equips, a més de màquines virtuals creades localment. Posseeix la capacitat de crear fàcilment màquines virtuals locals amb estàndards de fitxers d'imatge de disc, com ara una imatge ISO tot i que requereix una entrada mínima d'usuari.

## Gent
El GNOME Boxes va ser desenvolupat originalment per Marc-André Lureau, Zeeshan Ali, Alexander Larsson i Christophe Fergeau i actualment és mantingut i desenvolupat per Zeeshan Ali.